# Ondetia
Ondetia é um género botânico pertencente à família Asteraceae.